# Râul Oldicău
Râul Oldicău este un afluent al râului Vâna Roșie.

## Hărți
- Harta județului Timiș